# Filosofia coreana
A filosofia coreana possui uma história registrada de mais de dois mil anos. Durante esse período, ela foi fortemente influenciada pelo xamanismo, budismo, confucionismo e taoismo.

## Budismo coreano

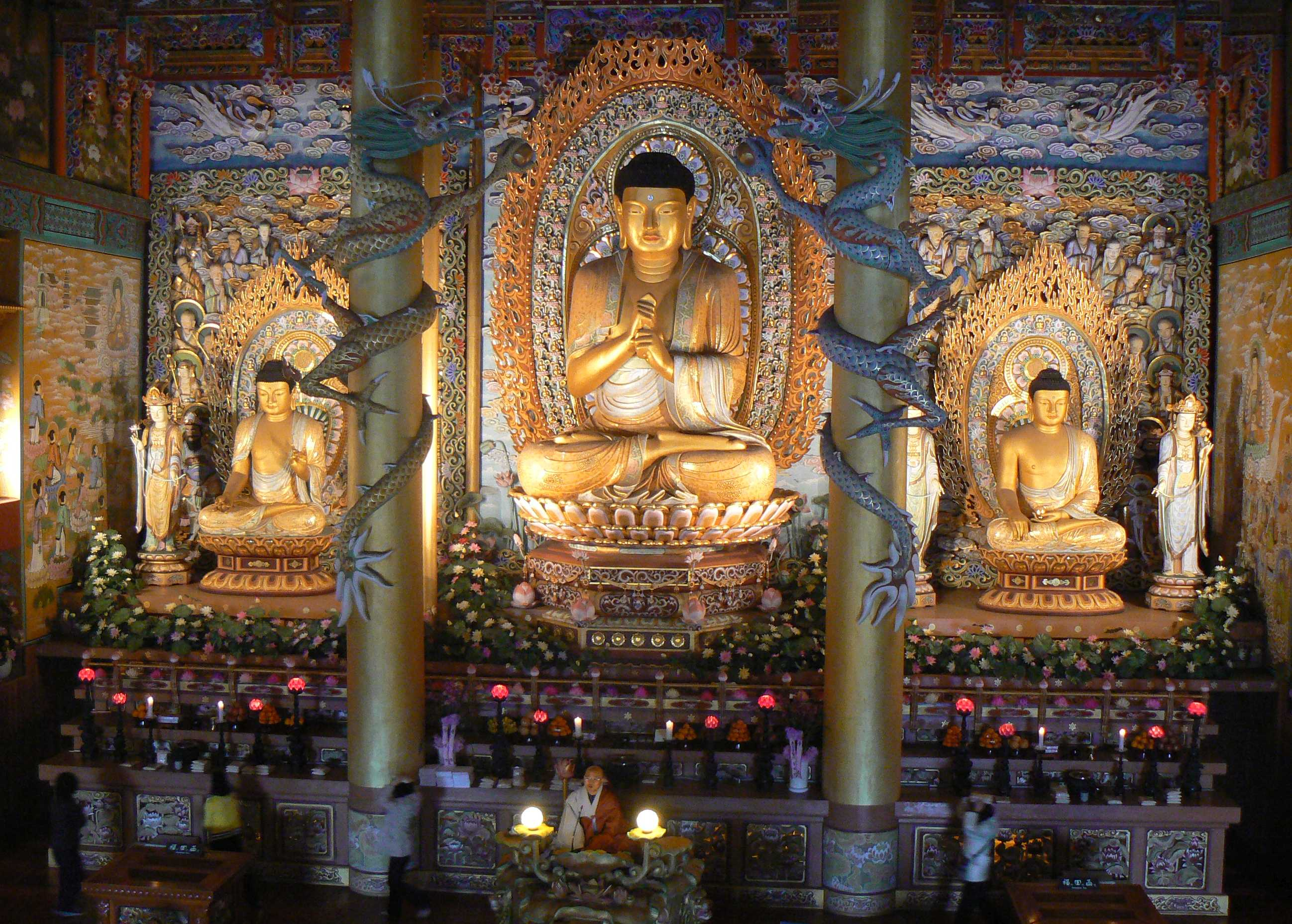
Templo budista Yak Cheon Sa, na ilha de Jeju. O budismo é uma das maiores influências na filosofia coreana.

A filosofia budista diz que a existência está relacionada à dor, e que a origem da dor é a falta de sabedoria. Os budistas concluem que, para se superar a dor, deve-se livrar da ignorância. A meditação está fortemente ligada à filosofia budista. Para livrar-se da dor, o homem possui diversos caminhos, entre eles: a compreensão correta, os pensamentos e as ações corretas, e o modo de vida de acordo com a atenção e com a lucidez. Dentro do budismo coreano, se destacam os nomes de Wonhyo (617-686) e Pojo Chinul (1158-1210)ː este último, o fundador da escola Son, que foi o ramo coreano do zen.

## Neoconfucionismo
O neoconfucionismo foi uma tentativa de síntese entre o confucionismo, o budismo e o taoismo. Se destacam os nomes de Yi Hwang (T'oegye, 1501-1570) e Yi I (Yulgok, 1536-1585).

## Silhak
Entre 1550 e 1850, o movimento Silhak ("Aprendizado Prático") tentou um retorno ao espírito original do confucionismo. Seu nome mais importante foi Jeong Yak-yong (1762-1836).

## Cristianismo e ciência ocidental
No início do século XVII, a Coreia passou a ter contato com o cristianismo e a ciência ocidental.

## Século XX
Com a invasão japonesa da Coreia em 1910-1945, a filosofia coreana foi reprimida pelo xintoísmo de estado. Aqueles que foram mandados para serem educados no Japão retornaram com um conhecimento de filosofia ocidental, sendo que a influência educacional alemã no Japão conduziu ao começo do interesse nos idealistas alemães, Marx, Hegel e os dialéticos. Após a rendição do Japão em 1945, a Coreia dividiu-se, situação esta solidificada após a Guerra da Coreia (1950-1953). A filosofia coreana foi, então, dividida entre o sul liberal e o norte socialista.